# Gohia
Genre
Gohia est un genre d'araignées aranéomorphes de la famille des Toxopidae.

## Distribution
Les espèces de ce genre sont endémiques de Nouvelle-Zélande.

## Liste des espèces
Selon World Spider Catalog (version 18.5, 16/11/2017) :
- Gohia clarki Forster, 1964
- Gohia falxiata (Hogg, 1909)
- Gohia isolata Forster, 1970
- Gohia parisolata Forster, 1970

## Publication originale
- Dalmas, 1917 : Araignées de Nouvelle-Zélande. Annales de la Société Entomologique de France, vol. 86, p. 317-430 (texte intégral).